# 극축정렬
극축정렬(Polar alignment), 대극축은 망원경의 적도 지대나 해시계의 노몬의 회전축을 천구의 극과 정렬하여 지구의 축과 평행하게 맞추는 행위이다.

## 정렬 방식
사용 방식은 정렬이 주간에 수행되는지, 야간에 수행되는지에 따라 다르다. 또한 북반구 또는 남반구에서 정렬을 수행하는 경우 방법이 다르다. 정렬의 목적도 고려해야 한다. 예를 들어, 정확도의 가치는 일상적인 별 관찰보다 천체사진에서 훨씬 더 중요하다.

## 같이 보기
- 천구의 극
- 관성항법장치